# LATIN FESTA
LATIN FESTA は中部・東海地区のサーキットにて、年4回のシリーズ戦として行われるラテン車の非公認自動車レースである。
ここで言うLATINとは、イタリアとフランスの事を意味し、おおざっぱに言えばイタリア車とフランス車のアマチュア自動車レースとなる。
おもに以下のメーカーの車両が出走している。
- プジョー
- ルノー
- シトロエン
- アルピーヌ
- アルファロメオ
- フィアット
- ランチア
- アバルト
- アウトビアンキ